# Patrón (tequila)
Pour les articles homonymes, voir Patron.

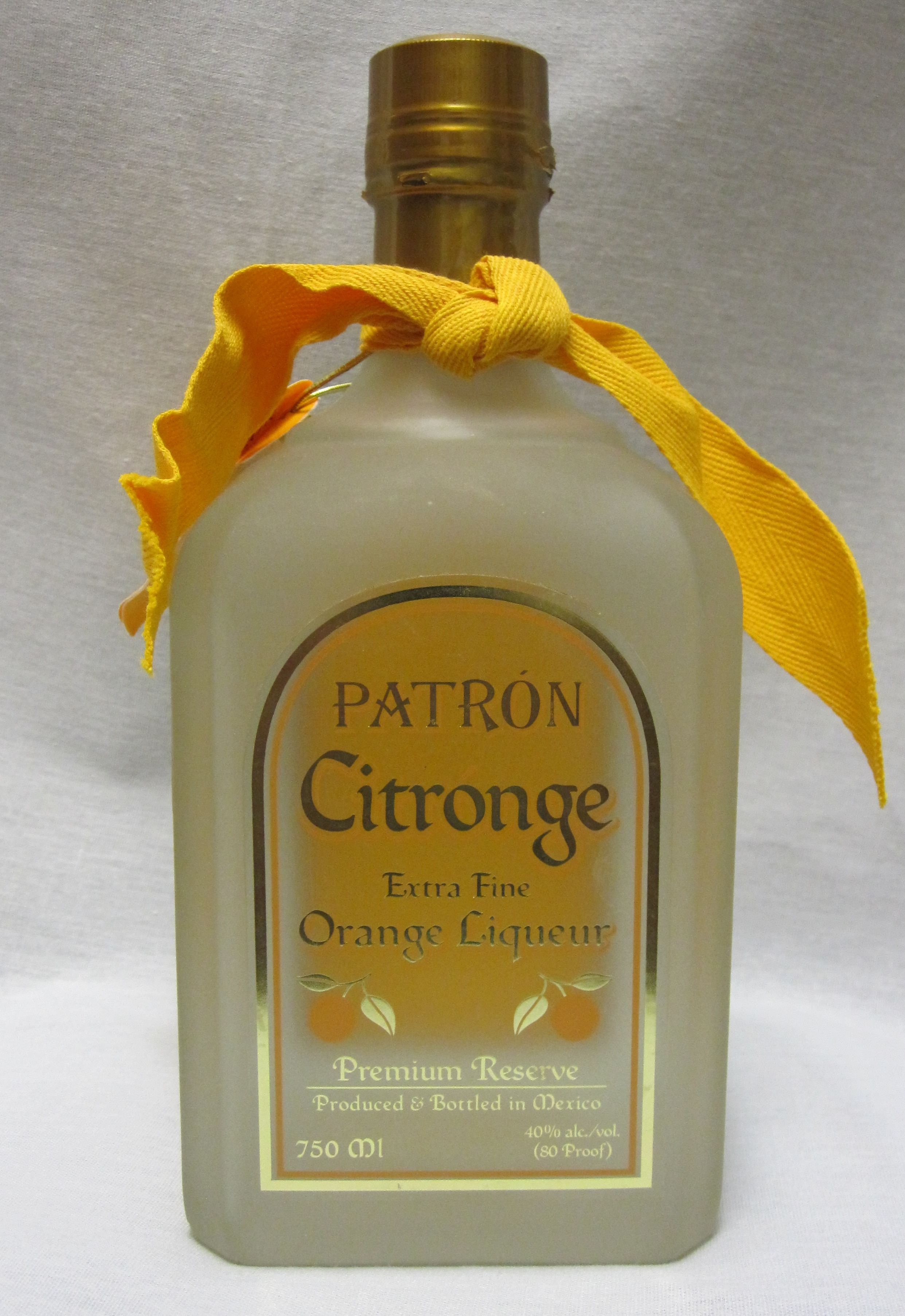
Une bouteille de Patrón Citronge

Patrón est une entreprise et une marque de luxe de tequila fabriquée au Mexique.

## Histoire
La société Patrón Spirits Company est basée à Las Vegas et a été fondée en 1989 par John Paul DeJoria, un ancien sans-abri qui a fait fortune en étant le cofondateur de John Paul Mitchell Systems, une société productrice de soins pour les cheveux.
En janvier  2018, Bacardi rachète le fabricant de tequila pour 5,1 milliards de dollars,.

## Communication
Après avoir sponsorisé des pilotes comme Scott Sharp ou des écuries comme Highcroft Racing ou Extreme Speed Motorsports, Patrón est devenu le sponsor principal des American Le Mans Series en 2010.
Ed Brown, PDG de Patrón Spirits International, remporte en 2016 les 24 Heures de Daytona et les 12 Heures de Sebring avec Extreme Speed Motorsports.

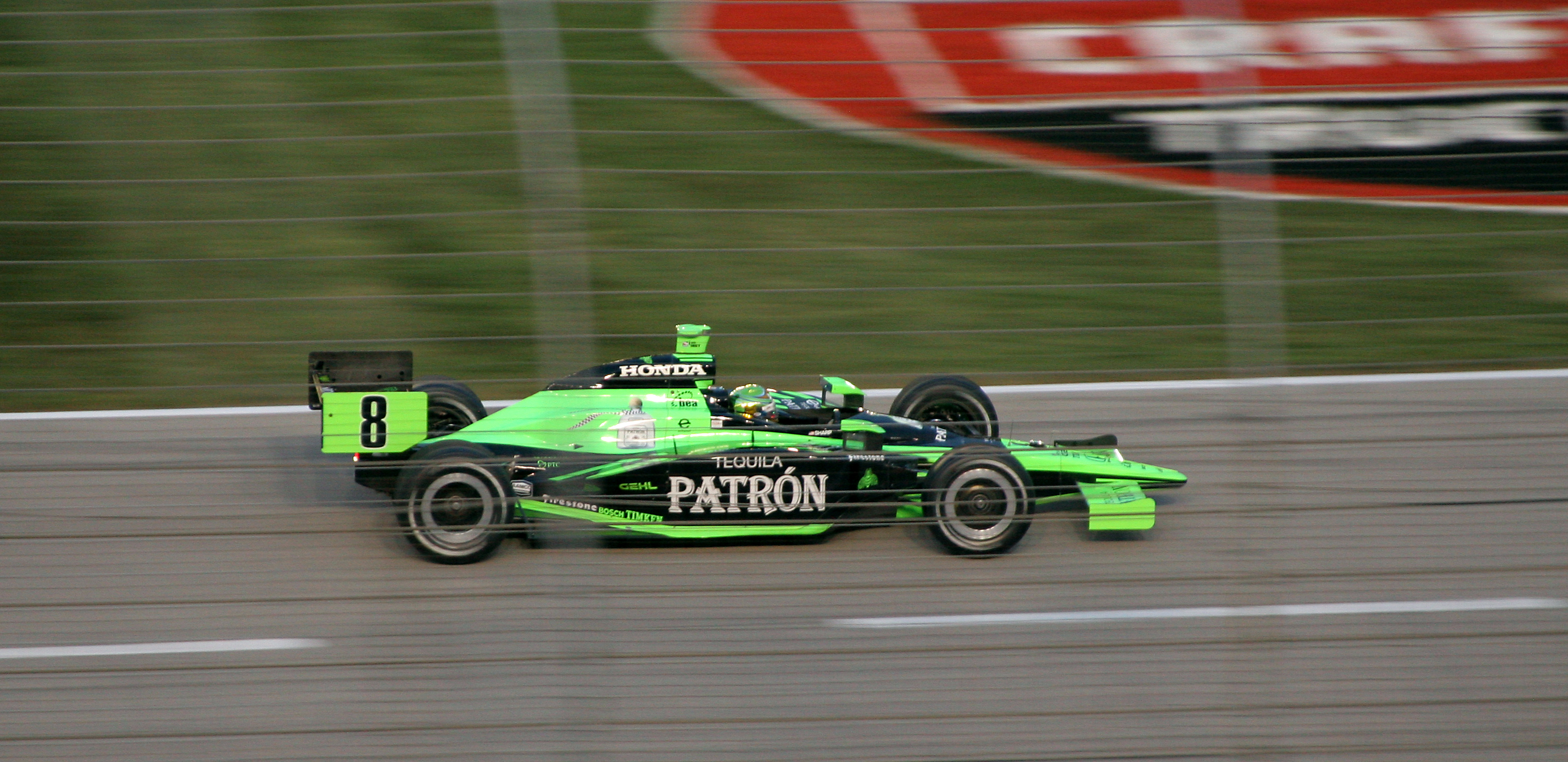
Scott Sharp en Indy Racing League en 2007
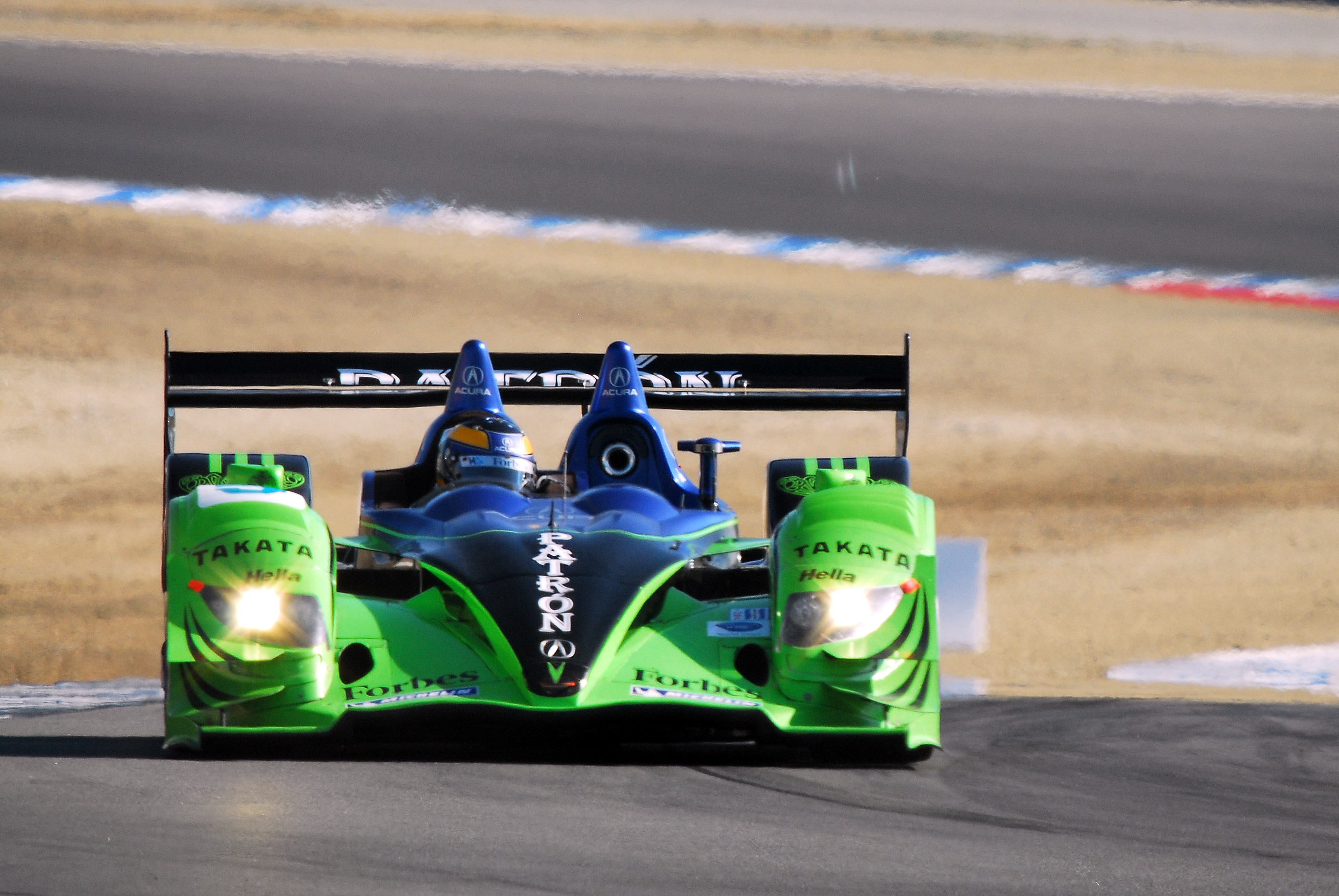
David Brabham en American Le Mans Series en 2008